# متیو وارن
متیو وارن (انگلیسی: Matthew Wearn؛ زادهٔ ۳۰ سپتامبر ۱۹۹۵) قایقران قایق بادبانی اهل استرالیا است.
وی در مسابقات کشوری و بین‌المللی در مجموع برندهٔ ۱ مدال طلا، ۳ مدال نقره، ۱ مدال برنز شده‌است.